# Неферкара III Небі
Неферкара III Небі — давньоєгипетський фараон з VIII династії.

## Життєпис
Фараон відомий з Абідоського списку. Його ім'я збереглось у написі на саркофазі цариці Анхесенпіопі й у написі біля входу до піраміди цариці Іпут. Його гробницю нині не знайдено, але стела його матері вказує, що він починав будівництво піраміди. Імовірно, він був сином фараона Пепі II. Навряд чи його правління перевищувало кілька років.